# ESTUDENT
eSTUDENT je neprofitna studentska udruga nastala 2004. godine inicijativom proaktivnih studenata i asistenata Sveučilišta u Zagrebu sa željom da Udruga i njezini članovi budu inicijatori promjena, steknu praktično iskustvo i razviju mrežu znanja. Cilj eSTUDENTa je da svojim članovima, kao i drugim studentima, pruži priliku za podizanje kvalitete njihovog studiranja kroz razne projekte, radionice te druge razne sadržaje.
Udrugu danas čine studenti različitih sastavnica Sveučilišta u Zagrebu, ali i drugih sveučilišta u Zagrebu i okolici. Od 2019. godine, eSTUDENT službeno djeluje i u Varaždinu. eSTUDENT broji preko 200 članova koji se izmjenjuju na godišnjoj razini, a svake godine organizira preko dvadeset projekata na kojima sudjeluje tisuće studenata iz Hrvatske i regije. Udrugu, projekte, radionice i inicijative vode studenti motivirani i voljni mijenjati okruženje u kojem žive na bolje. 

## Članstvo u udruzi
eSTUDENT jednom godišnje, na početku akademske godine, organizira pristupni proces. Prijaviti se mogu studenti sveučilišnog preddiplomskog, dodiplomskog, diplomskog, integriranog preddiplomskog i diplomskog studija, stručnog ekvivalentnog studija ili visokih škola. Učlaniti se mogu svi studenti (redoviti i izvanredni) sa svih fakulteta koji su u mogućnosti biti aktivni u Zagrebu ili Varaždinu. Svaki eSTUDENT član koji kroz godinu aktivno djeluje u svom timu i Udruzi kroz godinu na kraju akademske godine dobiva eSTUDENT certifikat koji dokazuje njegovo članstvo i aktivnosti u Udruzi.

## Skupine unutar udruge
U eSTUDENTu postoji 8 skupina koje se sastoje od jednog ili više timova.

### Skupina Community

#### Društveno odgovorno poslovanje (DOP)
Tim Društveno odgovorno poslovanje brine o izgradnji kvalitetnog odnosa između studenata i poduzeća, dok istodobno ostavlja dojam i na zajednicu donirajući prikupljen novac izabranom Centru za odgoj i obrazovanje. Kroz svoja tri projekta prvenstveno se bavi promicanjem vrijednosti društveno odgovornog poslovanja, odnosno transparentnosti, ulaganja u zajednicu te interakcije akademske i gospodarske zajednice. Projekti ovog tima su DOP Week, Zlatni Indeks i Kopačka solidarnosti.

#### Dobrotvorne i ekološke aktivnosti (DEA)
Dobrotvorne i ekološke aktivnosti je tim koji se bavi humanitarnim radom i promicanjem ekološki osviještenog načina života. Svojim proaktivnim, prosocijalnim i empatičnim radom članovi tima kroz godinu pomažu onima kojima je pomoć najpotrebnija te pokušavaju njihov život učiniti nešto lakšim, a raznim predavanjima i radionicama potiču članove Udruge, ali i sve ostale, da u svoje svakodnevne rutine uvode ekološki poželjne navike. Projekti ovog tima su Nepotrebno je nekome potrebno, Zeleni eMJESEC, Poduzetni humanitarac te Jednodnevni izleti.

#### Popularizacija znanosti (POPZNAN)
Glavni projekti tima su Mozak voli zdravo i Znanost za sve, a kao glavni cilj imaju kroz edukativno-zabavne radionice i predavanja objasniti i približiti znanstvene teme mlađim skupinama potičući ih na razmišljanje, istraživanje i vlastitu kreativnost. Radionicama u sklopu Znanost za sve obilaze škole u Zagrebu i okolici te mnogobrojne znanstvene manifestacije na kojima dopiru do velikog broja djece i nastoje već kod onih najmanjih pobuditi interes za znanošću. 
Rad tima obuhvaća brojna znanstvena područja; od biologije i kemije pa do robotike; stoga svaki član ima prigodu kreativno se izraziti i realizirati vlastite ideje čime može poboljšati postojeće radionice, ali i okušati se u stvaranju novih. Sve se odrađuje timskim radom i suradnjom uz međusobno nadopunjavanje i podršku.

#### Šapa
Tim Šapa je humanitarni i ekološki tim čija je primarna svrha pomoć životinjama. Projektima Šapa humanitarnosti, Dogs meet up i jednodnevim humanitarnim izletima educira i aktivira studentsku zajednicu te podiže svijest o zero waste načelima.   

### Skupina eSTUDENT mreža
Nakon 15 godina postojanja, Udruga je 2019. i službeno proširila svoje projekte i timove u Varaždin. 

#### Varaždin
Tim u Varaždinu nudi nešto novo svojem gradu, a to je organizacija projekta prožetog edukativnim predavanjima i radionicama naziva Presentation skills. Smisao leži u prezentiranju rješenja vlastitim prezentacijskim vještinama, a projekt je namijenjen svim studentima različitih fakulteta. Također, tim pruža realizaciju raznih humanitarnih akcija poput Božićnog humanitarnog turnira te utrke Zasvijetli za druge.

### Skupina Financije

#### Računovodstvo i financije
Tim za računovodstvo i financije brine se o financijskim sredstvima kojima Udruga raspolaže te načinima financiranja, kako bi se osigurala neovisnost i financijski nesmetano funkcioniranje Udruge. Aktivnosti tima su obavljanje financijskih poslova, praćenje i procjenjivanje troškova, vođenje računovodstvenih poslovnih knjiga Udruge, izrada financijskih izvještaja, a tim također organizira i dva vlastita projekta pod nazivom „Financial Week“ i  „Accounting Battle“.

#### Legal Team
Legal Team je novi tim Udruge. U suradnji s nekim od renomiranih odvjetničkih ureda, članovi dobivaju priliku proći kroz edukaciju vođenja pravnih poslova te će stečeno znanje primjenjivati u pripremi i pisanju ugovora i obavljanju ostalih pravnih poslova za udrugu tijekom čitave akademske godine. Također, uz vođenje pravnog poslovanja udruge, sudjeluje i u organizaciji Tjedna mirenja.

### Skupina Informacijske tehnologije

#### Informacijske tehnologije
Tim za informacijske tehnologije pruža tehničku podršku aktivnostima Udruge kroz izgradnju i održavanje informacijskih sustava. Tim održava tehničke edukacije za članove tima i Udruge te se bavi razvojem raznih sustava povezanih s radom Udruge. 

### Skupina Ljudski potencijali

#### Event Management
Event Management brine o upoznavanju i povezivanju članova kroz organizaciju Casual druženja, Partyja, Team buildinga i raznih drugih aktivnosti. Atmosfera u Udruzi mora biti na najvišem nivou, a oni su tu da postavljaju nove granice dobrog druženja.

#### Evaluacije
Zadatak tima za evaluacije je osluškivati potrebe članova te pratiti razvoj svakog pojedinog člana pomoću dva sustava praćenja SUPRAZ i SUPRACH. Na taj način tim potiče pozitivne promjene u Udruzi u skladu s potrebama članova, a organiziraju i edukativna predavanja te rade na internom Newsletteru Udruge. 

### Skupina Content Management

#### Marketing
Marketing tim idejni je kreator svih online i offline marketinških kampanja u Udruzi. Kroz integriranu marketinšku komunikaciju prema članovima, akademskoj zajednici i poduzećima, aktivno pridonose stvaranju prepoznatljivosti i širenju vrijednosti Udruge. Marketing vodi društvene mreže Udruge. 

#### Multimedija
Tim za Multimediju zadužen je za snimanje, animiranje, fotografiranje te obradu video i foto materijala. Tim kroz različite medijske sadržaje promovira i dokumentira projekte drugih timova, a kako bi u tome bili uspješni, redovito organiziraju edukacije za članove kojima proširuju znanja i vještine.

#### Vizualne komunikacije
Tim za vizualne komunikacije bavi se izradom svih potrebnih vizuala koji predstavljaju eSTUDENT i sve njegove projekte. Članovi sudjeluju u cijelom kreativnom procesu, koji započinje osmišljavanjem početnih koncepata i postavljanja ciljeva kampanje te daju svoj doprinos u njezinoj provedbi. Putem kreativnih ideja te izradom tiskanih i digitalnih promotivnih materijala Udrugu predstavljaju u najboljem mogućem svjetlu.

#### Public Relations
Tim povezuje sve projekte i natjecanja udruge s ciljanom javnošću. Članovi osmišljavaju komunikacijske kampanje, kreiraju medijske objave, komuniciraju s medijima o radu i djelu udruge te brinu o imidžu eSTUDENTa. Tim ujedno i pomaže projektnim timovima u osmišljavanju kampanja te organiziranju događanja, bave se osiguravanjem lokacije, voditelja i govornika, osmišljavanjem programa, pisanjem govora, uređenjem prostora i dr.

### Skupina Project Management

#### Project Management: područje Business
Business je jedno od područja edukativne platforme za studentska natjecanja LUMEN u organizaciji udruge eSTUDENT. Nastalo je kao preinaka dosadašnjeg Case Study Competitiona (CSC), najvećeg studentskog natjecanja u rješavanju stvarnih poslovnih slučajeva s kojima se neko poduzeće već susrelo ili se predviđa da će se susresti. Već šesnaestu godinu zaredom okuplja brojne studente sa sveučilišta iz 5 zemalja.

#### Project Management: područje Data Science
Data Science nasljednik je popularnog Mozgala, natjecanja koje je, kroz šest godina povijesti uz akademsku podršku i podršku partnerskih poduzeća, okupilo više od 500 izvrsnih natjecatelja. Natjecanje je u izradi rješenja pomoću modela i algoritama strojnog i dubokog učenja. Tim se bavi organizacijom cjelokupnog natjecanja, a cilj je osvijestiti sve veću potrebu za stručnjacima u području Data Science te dati prigodu studentima neka pokažu što znaju, ali i da skupe nova znanja ili se tek upoznaju s tim područjem.

#### Project Management: područje Development
Development je nasljednik App Start Contesta, vodećeg regionalnog natjecanja u izradi mobilnih i mrežnih aplikacija. Prijavom na natjecanje, natjecatelji razvijaju mobilnu ili mrežnu aplikaciju sukladno slučaju izrađenom u suradnji akademske zajednice i poduzeća. 

#### Project Management: područje Engineering
Engineering je također jedno od područje LUMENa u organizaciji Project management skupine eSTUDENTa, na kojem se studenti natječu u izradi praktičnih rješenja iz područja elektrotehnike. Natjecanje se javlja kao nasljednik Elektroboja u još boljem izdanju. Osim natjecateljskog dijela, tim se sastoji i od niza stručnih i edukativnih predavanja i praktičnih radionica koje održavaju partneri, prijatelji projekta i članovi akademske zajednice s ciljem popularizacije elektrotehnike i ostalih tehničkih područja.

### Skupina STARTER

#### STARTER
STARTER najbolje predstavlja ono zbog čega je eSTUDENT zapravo nastao. Povezuje najbolja poduzeća s najboljim studentima koji se u eSTUDENTu ne mjere (samo) prosjekom, već svojom sveukupnom aktivnošću poput raznih volontiranja, radom u udrugama, lokalnim zajednicama, zarađuju svoj džeparac, bave se športom, kulturno se uzdižu i rade još mnoštvo toga. Uz STARTER jedina briga oko posla će biti kako ih uskladiti nekoliko odjednom, a ne kako ćete ga naći. Kroz svoje projekte organiziraju intervjue između poslodavaca i studenata STEM područja i ekonomskog usmjerenja, organiziraju posjete raznim poduzećima te brinu o reprezentativnosti samih studenata na području rada.

## Projekti eSTUDENTa
U okviru Udruge je na inicijativu studenata pokrenuto više uspješnih projekata. eSTUDENT uspješno razvija i provodi brojne projekte na kojima zajednički rade članovi, željni učenja i stjecanja dodatnih iskustava te osobnog razvoja.

### STARTER
Starter je sustav koji kroz zajedničke aktivnosti i projekte direktno povezuje studente i poduzeća. Sastoji se od više projekata, a to su Starter sustav, Izleti na buduće radno mjesto te dva velika, jedinstvena događaja – Career Speed Dating i Business Matchmaker. Svi projekti služe približavanju poduzeća i budućih radnih mjesta studentima.Namijenjen je studentima koji za vrijeme studiranja žele steći dodatna znanja i vještine, a kojima se Starterom pružaju smjernice i savjeti za ulazak u poslovni svijet.

#### Izlet na buduće radno mjesto (IBRM)
Izlet na buduće radno mjesto je projekt koji studentima pruža priliku da na nekoliko sati posjete poduzeće. Tijekom posjeta, zaposlenici im se predstavljaju, daju uvid u svoja radna mjesta te kroz radionice i predavanja približavaju studentima organizacijsku kulturu, radnu atmosferu, mogućnosti za razvoj karijere te ih upoznaju s očekivanjima poslodavaca prilikom zapošljavanja. Uz to, poduzeća imaju priliku saznati što studenti očekuju od idealnog poslodavca i predstaviti im se kao takvi.

#### STARTER Sustav
Najsuvremenija tehnološka i programerska rješenja omogućila su nam da svakom studentu koji traži praksu, pripravništvo ili zaposlenje ponudu za posao pošaljemo izravno u elektronski sandučić. Za razliku od klasičnog student servisa gdje studenti traže posao, prijavom u Starter sustav posao pronalazi studente. Prijava na Starter je besplatna, brza i jednostavna, a pruža izravan pristup odličnim poslovima, praksama i stipendijama. 

#### Career Speed Dating
Career Speed Dating jedinstveni je spoj selekcijskog intervjua i speed datinga. Namijenjen je povezivanju poslodavaca i studenata FER-a te srodnih tehničkih i STEM usmjerenih fakulteta i veleučilišta u Zagrebu s ciljem pružanja uvida studentima o mogućnostima zaposlenja i razvoja karijere te izravnog upoznavanja potencijalnih kandidata i budućih kolega. eSTUDENT ovaj događaj organizira u suradnji s Centrom karijera FER-a. Na projektu godišnje sudjeluje preko 50 poduzeća te više od 250 studenata.

#### Business Matchmaker
Business Matchmaker je projekt koji omogućuje studentima Ekonomskog fakulteta u Zagrebu da se u kratkim selekcijskim intervjuima od 5 minuta osobno predstave skupini željenih poduzeća. Najuspješniji studenti bit će izabrani u sljedeći krug dužih 15-minutnih razgovora gdje dobivaju prigodu ostaviti još bolji dojam, osvojiti mnoge nagrade te potencijalno dobiti ponudu za praksu ili zaposlenje. Studenti na zanimljiv i interaktivan način razvijaju svoje sposobnosti samopredstavljanja i upoznaju se s tržištem rada iz prve ruke, a poduzeća dobivaju prigodu pronaći idealnog kandidata za traženi položaj. Projekt je nastao u suradnji eSTUDENTa i Ureda za savjetovanje i razvoj karijera na Ekonomskom fakultetu.

### Financial Week
Financial Week tjedan je prikazivanja zabavne strane financija. Ovo je projekt edukativnog karaktera koji kroz neuobičajenu prizmu prikazuje sve ono što (ne) znamo o financijama. Posjeti institucijama koje su povezane uz ovaj sektor omogućavaju izravan uvid u svakodnevnicu njihovog posla.

### Accounting Battle
Accounting Battle jedinstveno je natjecanje iz područja računovodstva koje studentima pruža prigodu da znanje stečeno na fakultetima primjene za rješavanje poslovnih problema iz prakse. Ujedno se radi i o jedinom natjecanju ovakvog karaktera na razini Sveučilišta u Zagrebu. U svom prvom izdanju natjecanje je ostvarilo 54 prijave studenata te je održano u dva kruga, gdje je svaki natjecatelj individualno rješavao ispit koji se sastojao od zadataka i praktičnih primjera. Osim provjere vlastitog znanja na primjerima iz prakse, natjecatelji sudjelovanjem imaju prigodu dobiti praksu ili posao kod partnera projekta te u konačnici steći jedno korisno iskustvo.

### Kopačka solidarnosti
Kopačka solidarnosti humanitarni je malonogometni turnir potaknut od studenata koji su svojim primjerom i aktivnim zalaganjem željeli doprinijeti izgradnji osvještenijeg društva. Svrha projekta je kroz sportske aktivnosti ukazati na potrebe djece i mladih u društvu te na taj način poboljšati kvalitetu obrazovanja kako bi svako dijete imalo mogućnost ostvariti svoje potencijale.

### Zlatni indeks
Zlatni indeks je projekt u kojem poduzeća koja su pridonijela kvalitetnijem studentskom životu, obrazovanju i stručnom usavršavanju studenata, bivaju nagrađena jedinstvenom nagradom na području Republike Hrvatske, ali i šire. Nagradu dobivaju poduzeća koja aktivno sudjeluju u životu studenata te su svojim sredstvima omogućila kvalitetnije obrazovanje i povezivanje studenata sa stvarnom praksom i poslovnim svijetom.
Ocjenjivanje poduzeća vrše sami studenti, a glavni cilj ovog projekta je poticanje veće prisutnosti poduzeća i institucija u studentskom životu kako bi se u budućnosti podigla razina standarda studiranja.

### Nepotrebno je nekome potrebno
Nepotrebno je nekome potrebno je projekt humanitarnog karaktera čiji je cilj prikupiti materijalne potrepštine od onih kojima više nisu potrebne i donirati ih domovima i udrugama koji trebaju pomoć. Prikupljanje stvari odvija se tijekom ožujka svake godine na nekoliko fakulteta, a osim studenata pozvani su da daruju i šira javnost i partneri. 

### Zeleni eMJESEC
Riječ je o novom projektu koji će se po prvi put provesti s ciljevima edukacije i osvještavanja studenata o pitanjima ekologije odnosno očuvanja okoliša te naposljetku poticanja proaktivnog djelovanja u području ekologije. Bit će proveden u travnju 2020. godine, a sastojat će se od predavanja, radionica i aktivnosti fokusiranih na odabrane teme iz ekologije.

### Vodič za brucoše
Vodič za brucoše projekt je koji eSTUDENT provodio od 2013. godine, a riječ je o priručniku namijenjenom brucošima Sveučilišta u Zagrebu. Vodič služi studentima kako bi im olakšao snalaženje u studentskom životu. Na jednom mjestu objedinjuje razne korisne informacije, savjete i odgovore na pitanja s kojima se novopečeni studenti susreću. Podijeljen je u tematske cjeline i sadržava informacije vezane za smještaj, prehranu, stipendije, život u Zagrebu, učenje, studentske poslove, volontiranje i brojne druge podatke. Protekle godine napravljen je u digitalnom obliku i distribuiran putem mrežnih stranica sastavnica Sveučilišta i medija.

### Jednodnevni izleti
Jednodnevni izleti projekti su tijekom kojih se odabire dom ili ustanova te se zatim planiraju zajedničke aktivnosti kako bi se korisnicima uljepšao dan. 

### Mozak voli zdravo
Mozak voli zdravo posvećen je popularizaciji pravilne prehrane i zdravog načina života. Kroz edukativne radionice, stručna predavanja i natjecanje, mladima su na kreativan način predočene sve pogodnosti pravilne prehrane, redovite tjelesne aktivnosti i, iznimno važne, motivacije. Jednako tako, mladi mogu steći i uvid u jednostavnost zdravog življenja unatoč svim fakultetskim obvezama. Kroz natjecanje se pobuđuje natjecateljski duh u kojem sudionici mogu odmjeriti i svoje kulinarske vještine u pripremi zdravih i brzih studentskih obroka. Cijeli projekt vođen je u suradnji sa stručnjacima iz dotičnog područja.

### Znanost za sve
Znanost za sve projekt je koji obuhvaća ideje studenata s raznih fakulteta sa zajedničkim ciljem: svoju ljubav za znanost prenijeti mlađim generacijama na zabavan i zanimljiv način. U obliku edukativnih radionica koje osmišljavaju, organiziraju i vode studenti, projekt se odvija po brojnim školama i vrtićima u Zagrebu i okolici te na znanstvenim festivalima diljem Hrvatske. Cilj radionica je potaknuti učenje i djelovanje u STEM polju – zanimanja i znanja iz područja znanosti, tehnologije, inženjerstva i matematike.

### LUMEN
Prateći svjetske trendove, eSTUDENT donosi novu platformu za studentska natjecanja - LUMEN. Prvi i najveći takav projekt na ovim prostorima, svoju prvu godinu postojanja započinje s četiri različita područja: Business, Data Science, Development i Engineering. Navedena područja nasljednici su šest dosadašnjih velikih natjecanja koje je organizirao eSTUDENT.
Svako područje funkcionira kao zasebno natjecanje u sklopu platforme, a s ciljem pružanja što većeg spektra znanja i vještina studentima, održavaju se zajednička predavanja i radionice.
Jedinstvenim spojem područja, na jednom se mjestu ujedinjuju proaktivni studenti i poduzeća. Osim usavršavanja na pojedinom području, studenti postaju kvalitetniji i kompetentniji kandidati budućim poslodavcima. Partneri natjecanja imaju priliku vidjeti potencijalne buduće zaposlenike na djelu. Svojim stručnim savjetima i mentoriranjem imaju priliku ući u studentski svijet stavljajući pred studente poslovne primjere iz prakse.

#### Područje Development
Nasljednik je vodećeg studentskog natjecanja u Republici Hrvatskoj u izradi mobilnih i mrežnih aplikacija - App Start Contest-a. Svake godine natjecanje okuplja široku zajednicu studenata različitih interesa, od kojih su najzastupljeniji studenti programskog inženjerstva, grafičkog dizajna i ekonomije koji se u najčešće multidisciplinarnom timu brinu za tehnički, poslovni i vizualni aspekt svog rješenja. Studenti dobivaju priliku pokazati svoju kreativnost i znanje, a tijekom cijelog procesa razvoja projekta podržavaju ih i savjetuju mentori i predstavnici poduzeća. Fakultet elektrotehnike i računarstva prepoznao je kvalitete ovog natjecanja te mu dodijelio status vještine pod nazivom “Natjecanje u izradi aplikacija za pokretne uređaje” kroz koju studenti mogu osvojiti 4 ECTS boda ako ispune propisane zahtjeve. 
Natjecanje obiluje brojim edukativnim i zabavnim događajima što je idealna prilika za povezivanje studenata i partnerskih poduzeća. Brojni natjecatelji su upravo sudjelovanjem na natjecanju pronašli svoje prvo zaposlenje ili praksu, investitora za svoj startup ili upoznali druge iznimno nadarene studente s kojima danas imaju uspješne tvrtke na svim kontinentima.

#### Područje Business
Natjecanje funkcionira tako da svako poduzeće zadaje jedan poslovni slučaj, odnosno case, s kojim se već susrelo ili predviđa da će se susresti, a studenti u timovima koje čine od dva do četiri člana, koristeći vlastitu kreativnost rješavaju odabrani slučaj. Tako studenti dobivaju prigodu pokazati svoja znanja, ideje i mogućnosti pred najboljim hrvatskim poduzećima kao potencijalnim budućim poslodavcima. Osim odlične prigode za networking i stjecanje novih znanja, najbolji timovi imaju priliku osvojiti novčane i brojne dodatne nagrade u obliku praksi i pripravništva. Također, svaki tim, uz razne radionice, na raspolaganju ima mentora koji je stručan u području izabranog casea. Ovim natjecanjem poduzeća dobivaju uvid u nove ideje, vlastitu promociju među studentskom populacijom te povećavaju bazu zaposlenika.
Zahvaljujući poduzećima iz različitih gospodarskih grana i tematskoj širini njihovih poslovnih slučajeva, na natjecanju sudjeluje velik broj studenata, što ovo natjecanje čini prepoznatljivim i vodećim ne samo u Hrvatskoj, već i u zemljama u okružju.

#### Područje Data Science
Data Science nasljednik je popularnog Mozgala, natjecanja koje je, kroz šest godina povijesti uz akademsku podršku i podršku partnerskih poduzeća, okupilo više od 500 izvrsnih natjecatelja. Samo je prošle godine okupljeno 126 natjecatelja raspoređenih u 41 tim, od kojih je 13 timova uspješno izvršilo zadatak, a 3 su izvrsna tima osvojila bogate nagrade iz nagradnog fonda. Tijekom tri mjeseca trajanja ovogodišnjeg natjecanja poboljšanog formata bit će organizirane višestruke radionice koje će održavati stručnjaci iz partnerskih poduzeća s ciljem edukacije studenata, kako za lakšu izradu projektnog zadatka, tako i za njihovu budućnost.

#### Područje Engineering
Timovi, koji se sastoje od dva do najviše četiri člana, natječu se u izradi rješenja koja zahtijevaju implementaciju u vidu elektroničkog uređaja ili sustava. Natjecatelji osmišljavaju rješenje za aktualne probleme iz prakse, unutar unaprijed definiranih tema. Tijekom natjecanja, natjecatelji mogu pokazati svoje znanje, kreativnost, inovativnost i dobre organizacijske vještine, što im uvelike može pomoći kasnije prilikom zapošljavanja. Za vrijeme natjecanja organiziraju se edukativne radionice i predavanja vezana uz aktualnosti iz svijeta elektrotehnike čime se obogaćuju vještine i znanja natjecatelja te se promovira elektrotehnika među širom publikom. Završnica natjecanja najboljim timovima donosi vrijedne nagrade i izvrsne preporuke za buduću karijeru, kao i neprocjenjivo iskustvo rada na stvarnom projektu.
U proteklih šest godina na natjecanje se prijavilo 67 timova, odnosno više od 200-tinjak studenata s genijalnim idejama. Održana su brojna motivacijska i stručna predavanja, preko 30 radionica za natjecatelje, ali i širu publiku, a sve u svrhu popularizacije elektrotehnike. 

### Božićni humanitarni turnir
Božićni humanitarni turnir u beli i pikadu okuplja ljude željne zabave s naglaskom na humanosti. Ovim projektom tim Varaždin želi prikupiti donacije od kotizacija na Turniru te tako u vrijeme darivanja pomoći onima kojima je to najpotrebnije, a samim time potaknuti širu zajednicu na činjenje dobrog djela.

### Presentation skills
Presentation skills je društveni projekt edukativnog karaktera. Prve dvije godine Presentation skills bio je koncipiran kao case study natjecanje gdje se naglasak stavljao na prezentaciji poslovne ideje, no analizirajući potrebe studenata rezultat je pokazao da se više može ponuditi novim konceptom kojim se projekt realizira kroz ciklus predavanja i radionica te pruža širok spektar tema namijenjenih prvenstveno studentima. Projekt je usmjeren razvoju komunikacijskih i mekih vještina te vizualnih rješenja s ciljem razvoja kompetencije pri predstavljanju sebe i svojih poslovnih ideja u budućnosti. Uz podršku akademske zajednice i privatnog sektora Varaždinske i Međimurske županije, a i šire, studentima se nastoje prenijeti nova znanja i vještine potrebne za daljnji poslovni rast i razvoj.

### Zasvijetli za druge
Humanitarna utrka “Zasvijetli za druge” spaja humanitarce i ljubitelje trčanja, a time i ugodno s korisnim. Osim njezinog humanitarnoga karaktera, cilj utrke potaknuti je aktivniji i zdraviji način života te ukazati na to da je fizička aktivnost jedan od načina oslobađanja od stresa. Sudionici, osim što će moći napuniti svoje baterije, također će i pridonijeti dobroj svrsi te, u noći, trčanjem zasvijetliti za druge. Sva sredstva prikupljena tijekom utrke, bit će donirana u humanitarne svrhe.

### Moot Court Croatia
Moot Court Croatia je natjecanje u obliku simuliranog suđenja nastalo po uzoru na moot court natjecanja koja su iznimno popularna među studentima prava diljem svijeta. Predstavljaju izvrsnu priliku da studenti steknu vrijedna iskustva istraživanja slučaja, pisanja podnesaka i sudjelovanja u raspravama pred sudom.
Kroz pripreme, natjecatelji stječu vrijedno iskustvo rada u timu, istraživanja slučaja, pisanja podnesaka i sudjelovanja u raspravama pred sudom.
Uz to, veliku vrijednost natjecanja čini intenzivna uključenost profesora, asistenata, sudaca, odvjetnika te nekih od najboljih odvjetničkih ureda u Republici Hrvatskoj, koji su ujedno i partneri samoga natjecanja.
S obzirom na to, sudjelovanjem na Moot Court Croatia studenti imaju priliku povezati se sa studentima prava i pravnim stručnjacima iz cijele Hrvatske.